# ジム・ケリー (空手)
ジム・ケリー =　ジェイムス・ミルトン・ケリー（James Milton "Jim"  Kelly 、1946年5月5日 - 2013年6月29日）は、アメリカ合衆国ケンタッキー州バーボン郡出身の俳優、空手家。日本では『燃えよドラゴン』のアフロヘアーの空手家役で知られる。

## 来歴
ケンタッキー州バーボンで生まれ、カリフォルニア州サンディエゴで育つ。幼少の頃から高い運動能力を持っていた彼は高校に入学するとフットボールを始め、代表チームの一員に選ばれる。その頃両親が離婚し、彼がスポーツに熱中することを良しとしなかった父親と離れ母親側に付き、バーボンからサンディエゴへスポーツのために通う日々を送る。
陸上競技とフットボールの奨学生としてケンタッキー州ルイビル大学に入学、現地にて空手家のパーカー・シェルトンの元で松林流空手を始める。 NFLのスカウトも来ていたが卒業後は俳優を目指してロサンゼルスに移住する。そこでさらなる空手の鍛錬のため、ジョー・ルイスを訪ねるが、多忙であるとしてゴードン・ドーヴァソラとブルース・リーを紹介される。リーの道場はチャイナタウンの奥深くにあり、道に迷ってたどり着けなかったケリーはドーヴァソラの道場に入門することになる。
松濤館カラテ西海岸選手権、フォーシーズン、リマ・ラマ、ゴールデン・ウェストなどローカル大会で続けて優勝し、1971年にはロングビーチで行われた国際カラテ選手権のミドル級で優勝している。これで名をなしたケリーは自身の道場を開設、その活動中にヒュー・ロバートソンと出会い、ロバートソン監督作品『残酷欲情軍団』のテクニカル・アドバイザーを務め、また念願の出演も果たす。
その後『燃えよドラゴン』にウイリアムス役で出演。この役は当初ロックニー・ターキントンという俳優が決まっていたがなんらかの理由で降板、ボブ・ウォールがケリーを推薦し出演が決まった。『燃えよドラゴン』の大ヒットにより空手スターとしてブレイク、ワーナーと3本の主演契約を結ぶ。
俳優としての活躍に意欲を失くした後は、1975年にプロのテニス選手に転向し、カリフォルニア州のダブルスの男子シニアでランキング2位、シングルスでもカリフォルニア州の男子シニアのトップ10にランキング入りする。
また、UFCが始まる以前から、グレイシー一族の元でブラジリアン柔術の稽古も開始しており、現在のように総合格闘技が隆盛を迎える以前から、武道には打撃と組技の要素が必要であると説いていた。
1980年代以降はハリウッドでは白人アクションスターが主流となり、俳優としての活動実績はほとんどなかったという。
2013年6月29日、カリフォルニア州サンディエゴの私邸にて癌のために亡くなった。67歳没。

## 出演映画（日本公開分）
- 燃えよドラゴン 1973
- ハードウェイ 1974
- 黄金の針 1974
- 黒帯ドラゴン 1974
- ワイルドトレイル 1975
- ブラック・サムライ 1976
- ザ・リボルバー／怒りの38口径 1982

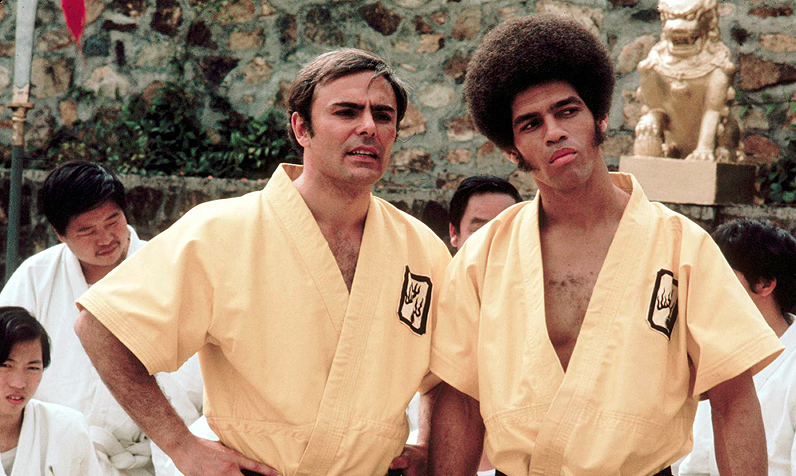
『燃えよドラゴン』でのジョン・サクソンとジム・ケリー

- ブルース・リー／マーシャルアーツ・マスター 1990 TVM
- ブルース・リー伝説 1993
- アフロ忍者 2009 OV